# Radslavice (Přerov)
Radslavice é uma comuna checa localizada na região de Olomouc, distrito de Přerov.